# Rodolfo Solano Quirós
Rodolfo Solano Quirós (Carmen, San José, 10 de diciembre de 1964[cita requerida]) es un licenciado en Administración de Empresas, que se desempeñó como ministro de Relaciones Exteriores y Culto de Costa Rica, designado por el entonces presidente Carlos Alvarado Quesada el 31 de enero de 2020.

## Biografía
Nació en el distrito metropolitano del Carmen, en el cantón central de San José, el 10 de diciembre de 1964. Hijo de José Ángel Solano Castillo y Olga Quirós Álvarez.[cita requerida]
Se graduó de licenciado en Administración de Empresas de la Universidad Latina en 1989. Además realizó estudios en derecho, historia y relaciones exteriores.
Realizó además, cursos superiores y especializados  sobre estudios asiáticos en Japón (Agencia JICA), Corea (Agencia KOICA) y Taiwán (Fellowship Program), así como cursos de capacitación y actualización diplomática, consular, de promoción comercial y de atracción de inversiones en el Instituto Manuel María de Peralta del Ministerio de Relaciones Exteriores y Culto de Costa Rica.

## Trayectoria política
Fue Ministro Consejero y Cónsul General de Costa Rica en la Embajada de Costa Rica en Corea, dependiente del Ministerio de Relaciones Exteriores y Culto durante el periodo 2002-2010.[cita requerida]
Fue Jefe de Despacho del Ministro y Director General de la Dirección General de la Policía de Tránsito en el Ministerio de Obras Públicas y Transportes durante 1998.[cita requerida]
En 2000, fue Director Ejecutivo en el Consejo Nacional de Seguridad Vial.[cita requerida]
Embajador en Misión Especial para los procesos de apertura de las Embajadas de Costa Rica en Singapur y en la India, Ministerio de Relaciones Exteriores y Culto (2007-2009).[cita requerida]
Ministro Consejero y Cónsul General de Costa Rica, Embajada de Costa Rica en Japón, Ministerio de Relaciones Exteriores y Culto (2010-2013).[cita requerida]
Asesor Despacho del Ministro, Ministerio de Relaciones Exteriores y Culto (2014-2015).[cita requerida]
Embajador de Costa Rica en Corea, Brunéi Darussalam y Malasia, Ministerio de Relaciones Exteriores y Culto (2015-2019).[cita requerida]
Embajador en Misión Especial para el proceso de apertura de la Embajada de Costa Rica en Indonesia, Ministerio de Relaciones Exteriores y Culto (2017).[cita requerida]
Viceministro Administrativo y de Gestión Estratégica, Ministerio de Obras Públicas y Transportes (2019-2020).[cita requerida]